# Centre d'études techniques maritimes et fluviales
Le Centre d'études techniques maritimes et fluviales (CETMEF) est un service technique du Ministère de l'Écologie, de l'Énergie, du Développement durable et de la Mer. Il constitue l'une des onze composantes du réseau scientifique et technique de l’État français, placé depuis le 31 décembre 2013 sous l'autorité du Centre d'études et d'expertise sur les risques, l'environnement, la mobilité et l'aménagement (Cerema).

## Histoire
Le Service Technique de la Navigation Maritime et des Transmissions de l'Equipement (STNMTE) s'installe sur le site de la technopôle Brest-Iroise à Plouzané, dans le Finistère, en 1992. Six ans plus tard, le Centre d’Études Techniques Maritimes et Fluviales (CETMEF), issu de la fusion du STNMTE et du Service technique des ports maritimes et des voies navigables (STCPMVN) est créé par décret du 2 novembre 1998. Il s'agit d'un service à compétence nationale, rattaché au ministre de l'Equipement. En 2002, de nouveaux locaux sont inaugurés dans la technopole Brest-Iroise de Plouzané. Le projet est financé à près de 57% par l’État et à 17% par l'Europe, le solde étant réparti, à parts égales, entre la Région Bretagne, le Département du Finistère et Brest Métropole Océane.
Lors de la réorganisation de 2013 du réseau scientifique et technique de l’État français, le CETMEF est placé sous l'autorité du  Centre d'études et d'expertise sur les risques, l'environnement, la mobilité et l'aménagement (Cerema), un établissement public à caractère administratif placé sous la tutelle conjointe du ministre chargé de Environnement, de l'Énergie et de la Mer, et du ministre du transport, de l'égalité des territoires et de la ruralité et des collectivités territoriales.

## Missions
Le centre d'études techniques maritimes et fluviales, avec environ 250 agents, est chargé d'élaborer et de diffuser les techniques, de conduire des études et recherches, d'exécuter des prestations d'ingénierie et des expertises dans les domaines :
- des aménagements et des ouvrages maritimes et fluviaux ;
- des phénomènes hydrauliques maritimes et fluviaux ;
- des aides et des dispositifs de sécurité intéressant la navigation maritime et fluviale ;
- des transmissions, de la télématique et des techniques satellitaires, pour l'ensemble des services du ministère chargé de l'équipement.

Dans ses domaines de compétence, il anime et oriente l'action du réseau des centres d'études techniques de l'équipement et participe au développement des échanges d'expériences et à la promotion des techniques françaises à l'étranger.
Il peut exécuter des prestations d'ingénierie et des expertises pour les collectivités territoriales et leurs groupements ainsi que pour les entreprises et organismes de statut public ou privé qui lui en font la demande. 